# Albugo (enfermedad)
Albugo es una mancha blanca que se produce entre las membranas de la córnea.
Pueden dar lugar al albugo las inflamaciones internas de la conjuntiva, la fluxión periódica, los golpes y el paso repentino y frecuente de la oscuridad a una luz viva. En la especie bobina suele ser enzoótico.
La córnea pierde su transparencia en todo o en parte y se pone de un color blanco, más o menos cubierto; unas veces tiene el aspecto de una simple nube apoyada en la cara anterior de la córnea y otras interesa el espesor de sus membranas dando lugar a su opacidad total: este último estado, que por lo regular es el más frecuente, se conoce fácilmente examinando el ojo de lado porque por este medio se observa bien la profundidad del albugo. En el ganado vacuno hay además inflamación de la conjuntiva, dolor vivo y en algunas ocasiones ulceraciones de la córnea, tristeza e inapetencia.
Cuando el albugo ocupa una parte de la córnea sin extenderse hasta la pupila, entonces no impide el paso de los rayos luminosos y la visión se verifica; si tiene mucha densidad y tapa parte de la pupila, el animal ve confusamente los objetos y es espantadizo: por último, si ocupa enteramente la córnea de modo que tape toda la pupila, el animal está ciego del ojo enfermo.
Cuando interesa solo las capas exteriores de la córnea, se puede esperar la curación con la aplicación de algún colirio.